# Adolph Stuhlmann

Adolph Stuhlmann 1905

Ernst Johann Adolph Stuhlmann (* 3. August 1838 in Hamburg; † 19. November 1924 ebenda) war ein deutscher Pädagoge und Mundartdichter.

## Leben und Wirken
Die Eltern des in Hamburg geborenen Adolph Stuhlmanns trennten sich, als ihr ältester Sohn neun Jahre alt war. Adolph Stuhlmann lebte danach bei seiner Mutter, die alleine für den Lebensunterhalt ihres ältesten Sohnes aufkommen musste. Da er kurze Zeit später selbst zum Unterhalt der Familie beitragen musste, erhielt er eine unvollständige Schulausbildung. Er besuchte anfangs eine Privatschule, danach eine Tagesschule und später eine Abendschule für bedürftige Schüler. Die Schulzeit endete 1853. In diesem Jahr wurde er auch konfirmiert. 
Danach absolvierte Stuhlmann, anfangs in Bremerhaven, später in Hamburg, eine fünfjährige Berufsausbildung als Mechaniker. Um seine theoretischen Kenntnisse zu vertiefen, besuchte er hier Kurse der Gewerbeschule der Patriotischen Gesellschaft von 1765. Sein Lehrer Otto Jessen erkannte, dass sein Schüler zeichnerisch und mathematisch begabt war. 1859 übernahm er ihn daher als Freischüler in seine polytechnische Vorbereitungsanstalt. Mit einem von Jessen vermittelten Stipendium studierte Stuhlmann seit dem 1. September 1861 zumeist Mathematik und Naturwissenschaft an der Universität Göttingen. Während seines Studiums wurde er in Göttingen 1862 Mitglied der Burschenschaft Brunsviga. Er schloss das Studium am 22. Juli 1864 mit der Promotion zum Dr. phil. ab. Danach studierte er ein Semester Kunstgeschichte in Berlin. 1865 ging er zurück nach Hamburg.
In Hamburg gab es seit dem 1. November 1865 eine Baugewerkschule, die als Zweig der staatlichen Allgemeinen Gewerbeschule entstanden war. Stuhlmann unterrichtete dort als einer der ersten Lehrer insbesondere Zeichnen. Ab 1870 bereitete er angehende Zeichenlehrer auf den Unterricht an den neu gegründeten Hamburger Volksschulen vor. Gemeinsam mit Otto Jessen kontrollierte er Hamburger Volksschulen und den dortigen Zeichenunterricht. Daraus entstand 1875 das fünf Bände umfassende Buch Zeichenunterricht in der Volks- und Mittelschule. Nachdem Jessen im Juni 1880 nach Berlin gewechselt hatte, übernahm Stuhlmann dessen Posten als Direktor der Allgemeinen Gewerbeschule.
Das staatliche Gewerbeschulwesen bestand zu dieser Zeit aus der Allgemeinen Gewerbeschule, die als Tagesschule auch Abend- und Sonntagsunterricht anbot, drei gewerblichen Vorschulen und einer Bauhandwerkerschule. Stuhlmann wirkte hier 27 Jahre in leitenden Positionen. Von der Stelle des Direktors der Allgemeinen Gewerbeschule wechselte er im Herbst 1897 an die neue Behörde für das Gewerbeschulwesen. Als erster Schulrat baute er die gewerblichen Bildungsinstitutionen deutlich aus. Es entstanden sowohl neue Gebäude als auch Unterrichtsangebote. Stuhlmann setzte sich insbesondere im technischen Bereich dafür ein, dass die technischen Mittelschulen ein Leistungsniveau erreichten, das dem anderer preußischer Nachbarstaaten nicht nachstand.
Seine Dienstzeit endete mit der Pensionierung am 1. November 1907. Unter seiner Leitung waren wichtige Bildungsinstitutionen entstanden: die Baugewerkeschule umfasste Abteilungen für Hoch- und Tiefbau und ein 1905 gegründetes Technikum, das als Unterabteilungen Höhere Schulen für Maschinenbau, Schiffsmaschinen- und Schiffbau und Elektrotechnik hatte. Neben einer seit 1895 bestehenden Wagenbauschule und der Hauptgewerbeschule entstand 1896 die Hamburger Kunstgewerbeschule. Hinzu kamen zehn kleine Gewerbeschulen, zwischen 1898 und 1902 acht kaufmännische Fortbildungseinrichtungen und von 1902 bis 1906 zwei Fortbildungsschulen für weibliche Handelsbeflissene.
Seit Dezember 1867 gehörte Stuhlmann der Patriotischen Gesellschaft von 1867 an, in der er sich jedoch nicht in nennenswertem Umfang ehrenamtlich engagierte. Stattdessen setzte er sich für die Sprachpflege ein. 1875 gründete er in Hamburg den Verein für niederdeutsche Sprachforschung mit. 1904 initiierte er die Vereinigung für niederdeutsche Sprache und Literatur e. V. „Quickborn“, deren Vorsitz er bis zum Dezember 1907 innehatte. Im 60. Lebensjahr schrieb er seinen ersten von mehreren plattdeutschen Romanen und in der Folgezeit auch Erzählungen und Lyrik.
Adolph Stuhlmann starb im November 1924 in Hamburg. Er wurde in der Familiengrabstätte auf dem Friedhof Ohlsdorf beigesetzt.